# 石沟坪遗址
石沟坪遗址，位于中国甘肃省陇南市礼县，为一个全国重点文物保护单位，类型为古遗址。
石沟坪遗址的历史年代为新石器时代至青铜时代、周。